# 校園女王妃
，是一部2006年上映的韓國喜劇電影，由電影《群雄奪寶》的副導演權南基執導，安在模、尹恩惠主演。

## 劇情介紹
講述一位和鼎鼎有名的人物同名者，剛轉學第一天就闖禍，緊接著發生一連串有趣的故事。

## 演員陣容

### 主要人物
- 安在模 飾演 鄭韓秀
- 尹恩惠 飾演 韓明珠

### 其他人物
- 李正 飾演 白聖基
- 鄭埻夏 飾演 高旻植
- 玄英 飾演 金善美
- 朴瑟琪 飾演 姜海秀
- 朴孝俊 飾演 韓秀2
- 千明勳 飾演 韓秀的哥哥
- 朱鎬 飾演 表靖植
- 韓多敏 飾演 李允兒
- 李昊星 飾演 韓秀的父親
- 張靜姬 飾演 韓秀的母親
- 金乙東 飾演 明珠的母親
- 尹文植 飾演 聖知高中校長
- 金河林 飾演 彗星高中校長
- 徐美英 飾演 國熙
- 崔友蘭 飾演 秀蘭
- 朴勇碩 飾演 振燮
- 尹澤 飾演 結尾男子
- 權赫宗
- D-$

## 外部連結
- NAVER上《校園女王妃》的資料
- Daum上《校園女王妃》的資料

- 韩国电影数据库（KMDb）上《校園女王妃》的資料
- 互联网电影数据库（IMDb）上《校園女王妃》的资料（英文）
- 豆瓣电影上《校園女王妃》的資料 （简体中文）
- Yahoo奇摩電影上《校園女王妃》的資料（繁體中文）
- 開眼電影網上《校園女王妃》的資料（繁體中文）
- Box Office Mojo上《校園女王妃》的资料（英文）

1. .   [2024-10-21]. （原始内容存档于2024-12-24）.